# Gennadios
Gennadios (en grec ancien : Γεννάδιος, en latin : Gennadius) est un patrice, ex-consul (consul honoraire), magister militum d'Afrique et premier exarque d'Afrique au VIe siècle. Il fut reconnu pour ses prouesses militaires contre les Maures, en particulier grâce à sa victoire sur le roi Garmul vers 578/579 alors qu'il n'était encore que magister militum ainsi que sa pacification durable de l'Afrique romaine en 595. Dès lors qu'il fut exarque, il entretint une correspondance régulière avec le patriarche de Rome, Grégoire le Grand, et c'est principalement par lui que nous le connaissons.

## Contextes

### Les Maures en Afrique romaine
Les autochtones amazigh d'Afrique se faisaient appeler « Libyens » par les Grecs, « Maures » par les Romains, et plus tard, les Arabes les appelleront « Berbères ».
À l'époque de l'État phénicien de Carthage, il existait également plusieurs royaumes maures indépendants dans son voisinage. Ils prirent parfois le parti des Romains lors des guerres puniques, comme les Massyles en -203, dont l'apport fut décisif.
À la suite de la conquête de Carthage par Rome, les Romains s'ingérèrent de plus en plus dans les successions des monarchies maures. Ces royaumes étaient clients de Rome. De -112 à -105, au cours de la Bellum Jugurthinum, les Romains débutent leurs conquêtes de l'ouest maure à la suite d'un massacre de marchands, et l'est de la Numidie est annexée. Après la bataille de Thapsus en -46, Jules César annexe le reste du royaume de Numidie de Juba Ier. La pacification des provinces africaines est assurée par la IIIe Légion Auguste. Enfin, l'empereur Caligula annexa la Maurétanie par l'assassinat de son roi Ptolémée en 37, ce qui signa la fin des royaumes clients de Rome en Afrique. 
Cependant, la domination romaine sur l'Afrique n'était pas aussi complète que le laisseraient suggérer les cartes : si la bande côtière et l'actuelle Tunisie étaient bien romanisées et urbanisées, il subsistait à l'intérieur des terres un mode de vie pastoral et tribal, et encore plus loin, dans la partie appelée Gétulie par les Romains, le contrôle romain y était presque inexistant. Vers 77, Pline l'Ancien dénombrait 516 tribus maures sous l'obéissance des Romains. La domination romaine en Tripolitaine était essentiellement déléguée à des tribus maures.
Plus tard, au IIe siècle, Ptolémée ne parlait plus que d'une quarantaine de peuples [ethnê] et plusieurs tribus semblaient à présent romanisées en cités romaines classiques. Néanmoins, il semble que du temps de Septime Sévère, il y eut des guerres contre des tribus en Tripolitaine et un mouvement vers une fortification croissante. Septime Sévère fut loué pour avoir rendu la sécurité à la Tripolitaine. 
Au IIIe siècle,  à l'occasion de la Crise du troisième siècle, la pression des « Maures de l'extérieur » (expression d'Yves Modéran) se faisait plus forte aux limes alors même que les populations romanisées se révoltes contre la pression fiscale de Maximin. En 253-254, une vague de révoltes tribales partit de Maurétanie Césarienne pour atteindre ensuite la Proconsulaire, mais fut vite réprimée. Sous Gordien III, malgré un certain retour à l'ordre romain, la IIIe Légion Auguste sera dissoute, ce qui ne sera pas sans conséquences pour le contrôle durable de l'Afrique, avec le début de révoltes tribales plus fréquentes et d'invasions extérieures en Numidie et Maurétanie césarienne. La IIIe légion Auguste sera reconstituée entre 253 et 258, mais il semble que loin de régler le problème, elle accrut l'instabilité. Les fœdæ ne suffisaient plus à calmer les tribus. En 253, les Bavares, les Quinquegentanei et les Fraxinenses occupèrent la Numidie, mais les Romains finiront par en venir à bout.
Au IVe siècle, sitôt que l'Empire fût faiblissant, plusieurs dignitaires maures se rebellèrent à nouveau. En 363-367, la tribu des Austuriani en Tripolitaine se souleva. En 370-375, le dignitaire maure Firmus coalisa les mécontents et se souleva en Maurétanie césarienne. En 397-398, le prince tribal maure et donatiste Gildon se souleva à son tour. En 405-411, il y eut des assauts maures en Cyrénaïque selon Synésios.
En 427, Saint Augustin se plaignait au comte Boniface qu'il n'avait rien fait pour s'opposer à la dévastation des « barbares africains », alors qu'autrefois, en tant que tribun, il avait pourtant chassé toutes ces tribus avec un petit nombre de fédérés.

### Le donatisme
C'était vers 180 que le christianisme se répandit en Afrique, et dès les débuts, il se manifesta par son intransigeance particulière et la multiplication des martyrs. Lors de la persécution de Dèce (249-251), les autorités forcèrent par un édit les chrétiens à faire des sacrifices et des libations, des rituels interdits dans le christianisme, ce qui ouvrit une première brèche dans l'unité de l'Église africaine. En effet, cela divisa l'Église en deux camps : ceux qui se soumirent à l'édit et ceux qui y résistèrent. Le même scénario recommença en 257 sous Valérien puis en 303-304 lors de la persécution de Dioclétien, à la suite duquel on força les chrétiens à faire des sacrifices aux dieux romains. Cela causa l'émergence du mouvement donatiste en 305, lorsque Donat refusa la communion à tous considérés comme lapsi (qui avaient brûlé de l'encens ou fait des sacrifices aux dieux romains). Les donatistes allaient même jusqu'à rebaptiser ceux qui avaient été baptisés par des « traîtres ». Le concile de Rome de 313 puis le concile d'Arles en 314 condamnèrent le donatisme, qui devint un schisme. 
Comme nous allons le voir, il semble qu'à la période vandale, les clergés donatistes et orthodoxes se seraient fondus en un seul dans un contexte où les deux se trouvaient en opposition à la religion d'État arienne, et que malgré le fait que l'on ait cru à Rome à une résurgence du donatisme, l'Église africaine tentait plutôt de défendre son autonomie revendiquée de longue date.

### Le royaume des Vandales et des Alains
C'est en profitant de la révolte du comte Boniface en 429 que les Vandales de Genséric s'emparèrent de la Maurétanie, pour ensuite conquérir le reste de l'Afrique en 439. Il semble que le soutien des populations maures y ait été pour quelque chose. Ce qui est remarquable avec la domination vandale, c'est que leurs relations furent bonnes avec les Maures à l'exception des derniers 50 ans. En 455, Genséric envahissait chaque année la Sicile et l'Italie avec le concours des Maures. Il en fut de même avec l'invasion de Rome, après lequel les Vandales et les Maures se partagèrent le butin. L'investiture des chefs tribaux maures, faite par les Romains autrefois, se faisaient à présent par les Vandales, ce qui impliquait le renouvellement des accords militaires. Selon Procope, « les Maures s'étaient tenus tranquilles car ils redoutaient Genséric ». En 484, la paix entre les Vandales et les Maures prit fin sous le règne d'Hunéric, et la guerre se poursuivit sous Gunthamund (r. 484-496) et sous Thrasamund (r. 496-523) en Tripolitaine contre Cabaon, sous Hildéric (r. 523-530) en Byzacène et en Tripolitaine. Le roi Gélimer, qui obtint le trône par un coup d'État, était très impopulaire chez ses sujets romains. En 529, le chef maure Antalas envahit les plaines de la Byzacène. Ce seront les mêmes Maures de Byzacène qui plus tard se soulèveront contre Solomon en 534. Ces révoltes maures permirent à certains peuples de devenir indépendants. Cela est confirmé par deux inscriptions. Une première, découverte à Altava, parle en 508 d'un Masuna, « rex gentium/gentis Maurorum et Romanorum ». Une autre, découverte dans l'Aurès, parle de Masties, dux et imperator, qui est probablement celui qui a arraché son indépendance aux Vandales dans l'Aurès d'après Procope.
Sous Gélimer, le royaume des Vandale et des Alains était en mauvaise posture. Les relations avec le Royaume ostrogoth étaient au plus mal. Une révolte avait éclaté en Sardaigne, et les meilleures troupes étaient parties la réprimer. C'est en profitant de ce contexte que Justinien envoya son magister militum Bélisaire reconquérir l'Afrique en 533, aidé de troupes hérules et hunniques. C'était significatif car auparavant, les Romains connurent des échecs lors de deux expéditions. Après un débarquement réussi sans encombre, Bélisaire vainquit Gélimer lors de la bataille du col de l'Ad Decimum, malgré un commencement défavorable. Les Romains étaient à nouveau maîtres de Carthage. Gélimer rassembla ensuite ses troupes, notamment celles de Sardaigne. Trois mois plus tard, Bélisaire attaqua leur campement sis derrière une rivière, à Tricamarum, et les Romains remportèrent une victoire décisive. En exil chez les Maures du mont Pappua, Gélimer donnerait sa reddition trois mois plus tard. Cependant, la victoire romaine n'était pas totale, car Constantinople n'était pas maîtresse de toute l'Afrique. La Proconsulaire, la Byzacène et la Tripolitaine étaient contrôlées, mais pas les deux tiers de la Numidie à l'ouest ni la Maurétanie.
Les Maures jouèrent un rôle décisif dans cette conquête, notamment lorsqu'ils envoyèrent en 433 des émissaires à Bélisaire en promettant de s'allier à lui.

### Démêlés de Constantinople avec les Maures
Parlant des Maures, les témoins romains de Constantinople étaient unanimes : ils étaient innombrables (innumerus), et on les trouvait partout. 
Le commandement militaire et civil de l'Afrique en tant que magister militum per Africam et en tant que préfet du prétoire serait donné à l'ancien domesticus de Bélisaire, Solomon. Dès le printemps de 534, une insurrection maure d'ampleur éclatait en Tripolitaine. 50 000 Maures attaquèrent la Byzacène sous les ordres de Cusina, Esdilasas, Iourphouthès et Mesidinissas. Les Romains succombèrent sous le nombre. La Numidie elle fut envahie par 30 000 hommes menés par Iaudas. Les Romains parvinrent néanmoins à mâter cette insurrection. L'année suivante, Solomon parvint à capturer le chef Esdilasas, et à pacifier la Byzacène. Une expédition contre la Numidie fut tentée, mais le découragement gagna les troupes et ce fut un échec. 
En 536, une révolte majeure de l'armée romaine eut lieu contre Solomon, menée par Stotzas. Elle fut si grave que Solomon dut gagner la Sicile, où Bélisaire menait sa campagne contre l'Italie. Germanus fut envoyé comme magister militum pour mettre fin à l'insurrection. Aussi bien du côté gouvernemental que du côté rebelle, il fallut s'allier avec des tribus maures. Les armées s'affrontèrent lors de la bataille de Cellas Vatari dans une lutte désespérée. Ce qui changea le cours de la bataille fut l'intervention maure en faveur de Germanus, et Stotzas dut fuir en Maurétanie, où il avait épousé la fille d'un chef. L'armée romaine était affaiblie, mais pas les tribus maures.
Solomon revint au commandement de l'Afrique en 539, et déjà à ce moment, des Maures menés par Iaudas attaquèrent la plaine de Bagaï, mais furent vaincus au pied du mont Aurès. Solomon dévasta la campagne, puis prit la forteresse de Zerbula, et enfin parvint à vaincre une deuxième fois les Maures et à blesser Iaudas. Il s'en prit ensuite au chef Orthaias, et ainsi put soumettre la Maurétanie sitifienne. Il fit bâtir ensuite un grand nombre de citadelles.
En 544, un incident diplomatique grave en Tripolitaine déclencha une révolution maure généralisée, et les Wisigoths en profitent pour attaquer Septem, tandis que le vieux rebelle Stotzas sortit de son exil et se joignit aux Maures. Solomon sera tué lors de la bataille de Sufétula en 544, notamment parce que son armée a déserté en le laissant seul. Le commandement passa au neveu de Justinien, Sergius, un incompétent notoire. En 545, Aréobinde fut envoyé par Justinien. Il s'occuperait de la Byzacène tandis Sergius s'occuperait de la Numidie. La coordination entre les deux fut impossible, et malgré la mort au combat du rebelle Stotzas, la situation était plus que désastreuse. Sergius fut rappelé et muté en Italie en 546, tandis qu'Aréobinde se révéla médiocre lui aussi, car il n'avait aucune expérience martiale. La révolte gagna à présent la Numidie. Aréobinde fut finalement trahi par son dux de Numidie, Guntharic, et fut massacré par les soldats en mars 436. Selon Procope de Césarée, tous les résultats des victoires de Bélisaire « étaient aussi complètement anéantis que s'ils n'avaient jamais existé ».
Artabanès, un militaire arménien, organisa la résistance contre l'usurpateur Guntharic. Il forma une armée composite de loyalistes et de Maures loyaux au chef Cusina. Il tua Guntharic par la ruse au cours d'un banquet à Carthage. Pour ses loyaux services, il fut nommé magister militum d'Afrique, et Justinien le fit même magister militum præsentalis, la plus haute fonction militaire possible, ainsi que comes fœderatorum et aussi consul. Cependant, Artabanès ne resta pas, et demanda à être relevé de ses fonctions pour rester à Constantinople, où il espérait épouser Praejecta, nièce de Justinien et veuve d'Aréobinde. 
Jean Troglita, un vétéran de Bélisaire, parvint à restaurer la domination romaine en Afrique. Il s'allia aux princes maures Cusina et Ifisdaïas et s'assura de la neutralité d'Iaudas. Il attaqua ensuite les autres Maures avec toutes ses forces, et reprit les villes du littoral. Il tenta de trouver un règlement diplomatique avec Antalas, mais en vain. Par une rude bataille, en 547, les Romains parvinrent néanmoins à vaincre les forces d'Antalas. La paix ne dura que quelques mois, puisque par la suite, le roi Carcasan se souleva avec d'autres tribus en Tripolitaine. Jean Troglita les attaqua avec une telle vigueur qu'il alla loin dans le désert, chose inhabituelle chez les Romains. Cependant, au cours de la bataille de Gallica, les Maures remportèrent la victoire, si bien qu'à la fin de 547, tout était à recommencer. 
Jean Troglita rassembla ses troupes et s'assura du soutien militaire des princes maures Cusina (30 000 hommes), Ifisdaïas (100 000 hommes) et Iaudas (12 000 cavaliers). Il attaqua en 548 les troupes de Carcasan là où elles campaient. Au lieu de les suivre dans leur retraite dans les montagnes, où habituellement ils prenaient ensuite les Romains en embuscade, Jean Troglita opta plutôt pour attendre qu'ils manquent de nourriture, ce qui finit par arriver. Quand les Maures descendirent, Jean Troglita les écrasa lors de la bataille des Champs de Caton, au cours de laquelle Carcasan et 17 chefs moururent. Cette grande victoire apporta 15 ans de tranquillité à Carthage, si bien qu'entre 552 et 558, Agathias ne rapporta aucun événement.

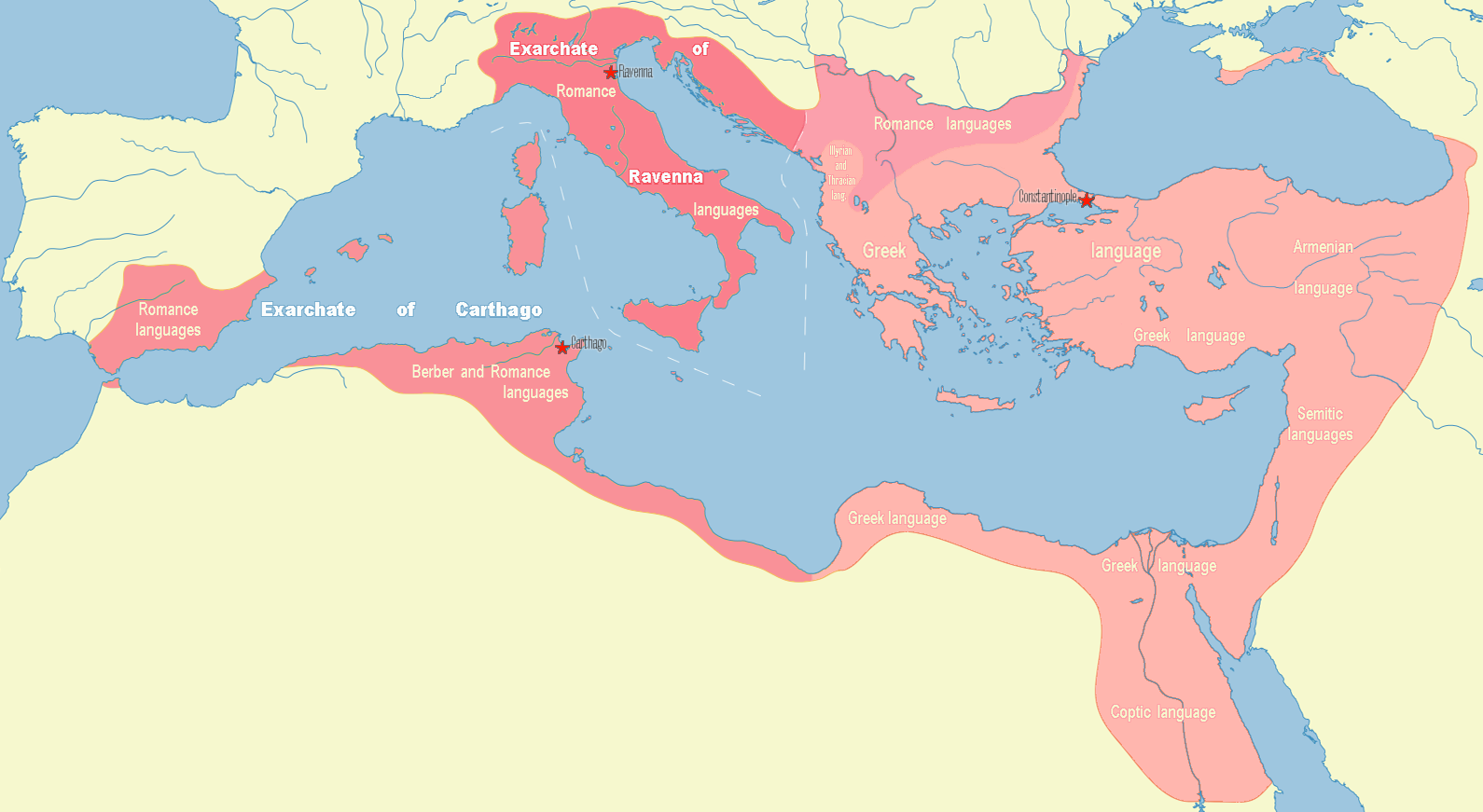
En rose plus foncé, les exarchats de Ravenne et de Carthage en 560, avec les langues vernaculaires.

En 563, sous le commandement du magister militum Jean Rogathinos, une grave erreur fut commise en faisant assassiner le roi maure Cusina, pourtant allié de longue date. Cela causa une insurrection en Numidie. Des troupes d'Orient sous le commandement de Marcien durent être envoyées, et finalement le préfet du prétoire Thomas parvint à obtenir la paix par d'habiles négociations.
Les années qui suivirent sons assez obscures, mais il semble que les Maures se soulevèrent encore en suivant le puissant roi Garmul, et les défaites romaines furent considérables. En 569, le préfet du prétoire Théodore fut tué, puis en 570 le magister militum Théoctistos et enfin le magister militum Amabilis en 571. Il faudra attendre Gennadios pour que les Romains parviennent enfin à remporter quelques victoires.

## Biographie

### Guerres contre les Maures en tant quemagister militum(578-587)
On a longtemps pensé que Constantinople fut en paix avec les berbères en 573, pour ensuite retourner en guerre en 578. En effet, vers 573, Constantinople reçut une ambassade :

« des légats de la gens des Maccuritæ vinrent à Constantinople ; ils offrirent à titre de munus à l'empereur Justin des défenses d'éléphant et une girafe, et ils conclurent une alliance avec les Romains »

— Jean de Biclar
L'historien Charles Diehl a pensé que ces Maccuritæ étaient les berbères dont le roi était Garmul au VIe siècle, car Ptolémée parlait d'un peuple appelé Makkourai  au IIe siècle en Maurétanie césarienne. Cependant, ces cadeaux diplomatiques cadrent mal avec ce que l'on sait de la faune du Maghreb à l'époque romaine, ce qui a fait dire aux historiens J. Desanges et G. Camps qu'il pourrait s'agir plutôt d'une délégation du royaume de Makurie, en Nubie. Les Maccuritæ se seraient convertis au christianisme en 569 selon Jean de Biclar et les Makourites se seraient convertis vers 580 selon Jean d'Éphèse. Cette contradiction peut être levée en songeant que les Makourites auraient bien pu être convertis plus tôt au christianisme nicéen majoritaire, mais que cela n'aurait eu aucune valeur aux yeux d'un monophysite comme Jean d'Éphèse. La bizarrerie d'une paix avec les berbères suivie d'une inexplicable guerre cinq ans plus tard disparaît donc si l'on attribue l'ambassade de 573 aux Makourites de Nubie et non à des berbères . 
Vers 578, l'Empereur Justin II plaça à la tête de l'Afrique deux hommes compétents : il conserva Thomas comme préfet du prétoire et nomma Gennadios comme magister militum (maître des soldats), un « officier énergique ».
Gennadios eut des succès militaires très rapidement. Vers 578/579, il attaqua les berbères de manière décisive, comme le raconte la Chronique de Jean de Biclar,

« La deuxième année de l'empereur Tibère, qui est la dixième année du roi Léovigild : [cette année-là], Gennadius, magister militum en Afrique, sema la désolation chez les Maures ; il vainquit au combat le très puissant roi Garmul [ou Gasmul], qui avait tué les trois chefs de l'armée romaine déjà nommés précédemment [Théodore, Théoctistos et Amabilis], et il mit à mort de son épée ce roi lui-même. »

— Jean de Biclar
Fort de ce succès, l'empereur Tibère II Constantin put restaurer l'agriculture dans cette province en 582, ce qui suggère une pacification assez complète. Il semble aussi que peu avant sa mort, d'autres victoires furent remportées contre les Maures :

« [Aristomaque d'Égypte vainquit les barbares de la province de Nubie et de l'Afrique appelés Mauritaniens et d'autres barbares appelés Mârîkôs [sans doute les Maziques] ; il les tailla en pièces, dévasta leur pays, leur enleva leurs biens et les ramena tous enchaînés en Égypte par le Gehon ; car la rencontre avait eu lieu au bord du fleuve. Les chroniqueurs ont parlé de sa victoire. »

— Jean de Nikiou
Il semble que la guerre se soit poursuivie et que les succès romains continuèrent. L'historien Théophylacte Simocatta rapportait pour l'année 584 :

« Rome repoussa un assaut des Lombards. En Afrique, les troupes des Maures, de plus en plus affaiblies par le courage des Romains, furent ramenées à l'humilité et déposèrent les armes ; elles choisirent la paix et se soumirent aux Romains. »

— Théophylacte Simocatta, livre III, 4.9
De son côté, Théophane de Byzance soutenait que vers 587/588 :

« Cette année-là, au mois de septembre de la sixième indiction, les Lombards portèrent la guerre contre les Romains, et les tribus des Maures déclenchèrent en Afrique de grands troubles »

— Théophane de Byzance
La similitude entre les deux récits fait penser à l'historien Yves Modéran qu'il ne s'agit en fait que des mêmes événements. Un auteur aurait choisi la date de début de cette guerre et l'autre aurait choisi la date de fin.

### Débuts de l'exarchat d'Afrique (585-591)
Le règne de l'empereur Maurice occasionna de grands changements administratifs. Un « exarchat » d'Italie (capitale : Ravenne) fut créé vers 584, sans doute pour mieux répondre à la menace permanente des Lombards. Il faut croire que ce sont des raisons semblables qui ont fait qu'il fallut aussi créer un exarchat d'Afrique quelque part entre 585 et 591 : la menace perpétuelle des Maures exigeait une délégation spéciale de pouvoirs de la part de l'Empereur. L'exarchat rompt avec le système administratif romain classique, où la séparation du pouvoir civil et du pouvoir militaire entendait prévenir les velléités d'indépendance, de traîtrise contre l'Empereur. L'exarque était véritablement une sorte de vice-empereur à l'autonomie étendue.
Déjà, sous Justinien, il est arrivé plusieurs fois que les deux charges se retrouvent entre les mêmes mains. On peut penser à Solomon, qui avait eu auparavant les deux charges de magister militum et de préfet du prétoire, ainsi qu'à Germanus, ou encore le préfet Théodore. L'Empire est occupé sur plusieurs fronts et ne peut assurer des renforts rapidement ni attendre que les ordres soient transmis, ainsi il est nécessaire que les provinces aient une plus grande autonomie administrative. Cela annonce par ailleurs la future réforme des thèmes dans les années 660.
Si la Maurétanie tingitane était, comme autrefois, rattachée au diocèse civil d'Hispanie, la Tripolitaine, tout comme la Cyrénaïque avant lui, fut rattachée au diocèse civil d'Égypte. La Maurétanie césarienne, qui ne fut jamais véritablement contrôlée au cours des dernières années, ne figurait plus dans la liste officielle des possessions de l'Empire. Les provinces de Maurétanie furent rassemblée dans une province unique de Mauritanie première, comprenant la Maurétanie sitifienne et ce qui restait de la Maurétanie césarienne. On créa par ailleurs une province de Maurétanie seconde, comprenant Septem, les Baléares, les territoires en Hispanie, directement sous l'autorité du préfet du prétoire. La Sardaigne et la Corse demeuraient sous l'autorité de l'Afrique.
La date de commencement de l'exarchat d'Afrique est incertaine. Le 6 mai 585, une inscription latine mentionnait encore que Gennadios était magister militum : « temporibus gloriosi Gennadi magistri militum Affricæ et exconsule » (À l'époque du glorieux Gennadius, maître des soldats d'Afrique et ex-consul [consul honoraire]). À partir de juillet 591, il apparaît dans les lettres du patriarche de Rome Grégoire Ier en tant que « Gennadio patricio et exarcho Africæ » (Gennadius, patrice et exarque d'Afrique). Plus tard, on verra aussi per Africam ou de Africa.
Le titre d'exarque (exarchos) est moins nouveau qu'il n'y paraîtrait. C'était à l'origine un nom commun qui ne référait qu'à un commandement militaire. À partir du Ve siècle, ce terme n'était réservé qu'aux plus grands commandements. En 545, Justinien l'introduisit dans le vocabulaire législatif dans la novelle 130, qui fait mention des « exarchi ». Le terme apparaît en 559 sur une inscription copte retrouvée à Dendûr, dans ce qui fut le royaume de Nobatie, et parmi les hauts dignitaires du roi Eirpanome est mentionné un « Joseph, exarque de Talmis ». En décembre 562 ou en janvier 563, le fameux chef maure Cusina est même appelé « exarque » des Mauritanoi. On peut donc conclure que le terme a une connotation profondément militaire.
C'est probablement grâce aux victoires de Gennadios sur les Maures que ce fut celui-ci qui fut fait exarque.

### Guerres contre les Maures en tant qu'exarque (c.589-c.595)
Vers 589, Théophylacte Simocatta fait allusion à des victoires en Afrique :

« en Libye, les forces des Maurusii furent continuellement atténuées et déclinèrent jusqu'à l'avilissement et l'épuisement à cause de la multitude des succès romains »

— Théophylacte Simocatta, livre III, 4.8

On voit dans les lettres de Grégoire le Grand quelques allusions à des victoires de Gennadios sur les Maures. En juillet 591, le patriarche de Rome débute sa lettre (la première où Gennadios est appelé exarque) par : 

« Le fait que vos ennemis ont été soumis »

— Grégoire le Grand, livre I, épître 59

En août 591, il dit que 

« le Seigneur a fait briller en cette vie Votre Excellence de l'éclat des victoires dans les guerres contre les ennemis »

— Grégoire le Grand, livre I, épître 72
 Au cours du même mois, il parle du 

« si grand succès des actions guerrières de Votre Excellence »

— Grégoire le Grand, livre I, épître 73
Vers 595, Théophylacte Simocatta mentionna que Gennadios mit fin à la « guerre carthaginoise », ce qui suggère que cette fois il s'agissait d'une victoire vraiment décisive qui pacifia l'Afrique à long terme :

« Les Maures [Marusii] fomentèrent une conjuration en Libye contre les Romains. Leur coalition suscita une grande peur chez les Carthaginois [Karkêdonioi]. C'est pourquoi Gennadios, alors stratège [στρατηγός, un terme général souvent traduit par général ou gouverneur] de Libye, qui craignait la guerre contre une armée si nombreuse, agit par la ruse contre ces barbares. Il feignit de consentir à tout ce que les barbares voulaient et, alors qu'ils fêtaient leur succès par un festin, il profita de leur relâchement et les attaqua. Il en massacra ainsi un grand nombre, prit un important butin, et mit fin de la sorte de manière éclatante à la guerre carthaginoise [Karkêdonios polemos]. »

— Théophylacte Simocatta, livre VII, 6.6 à 7

### Administration en Sardaigne et en Corse (591-598)
La Corse, la Sardaigne et les Baléares, autrefois conquises par les Vandales, faisaient maintenant également partie de l'exarchat d'Afrique.
En 591, il semble que le clergé ait été malmené par les autorités laïques en Sardaigne. Par exemple, Donatus, un officiel sous les ordres du dux Theodorus de Sardaigne, se serait approprié les terres du monastère de Saint-Vitus (ou Saint-Guy, en français), et aurait compté sur la protection du dux pour ne pas permettre à cette affaire d'être jugée. Il semble que le dux Theodorus ait ignoré les ordres de l'Empereur de faire cesser les abus, ce qui lui a valu en juin une dénonciation de la part de l'évêque de Caralis auprès du patriarche romain Grégoire, qui a son tour en informa l'Empereur via son apocrisiaire. Theodorus fut également dénoncé en juillet par l'évêque de Turris Libisonis à Grégoire, cette fois parce qu'il aurait persécuté son clergé. Grégoire demanda alors à l'exarque Gennadios d'intervenir en personne afin de faire cesser les actes de son dux en Sardaigne :

« Or Marinianus, évêque de la cité de Turritana, notre frère et collègue dans l'épiscopat, nous a fait savoir avec larmes que les pauvres de sa cité sont très maltraités et affligés de dommages dans leurs récoltes ; que, de plus, les hommes religieux de son Église sont inquiets et souffrent de violences corporelles de la part des gens de Théodore, maître de la milice [magister militum] ; et la violence atteint ce point qu'ils sont mis en prison – ce qui est lamentable à dire. Lui-même est gravement entravé par le susdit Glorieux, même dans les affaires qui concernent son Église. Ces choses, si toutefois elles sont vraies, vous savez combien elles sont contraires au bon ordre de la République. Et puisqu'il convient que votre Excellence corrige tout cela, je supplie Votre Éminence en la saluant. que vous ne permettiez pas que cela se produise plus longtemps. Mais selon la loi [Code Justinien, I, 3, 55] ordonnez-lui de faire en sorte qu'il cesse de nuire à l'Église, et que personne n'y soit accablé de corvées de transport ou de taxes supérieures à ce que permet la juste mesure ; ou, s'il y a quelque procès, qu'ils soient terminés non par la crainte du pouvoir, mais selon l'ordre légal. Ainsi donc, je vous en prie, corrigez toutes ces choses, sous l'inspiration du Seigneur, par la menace de votre intervention. De la sorte, si ce n'est pas pour une considération de droiture, que ce soit du moins par crainte de votre injonction que le Glorieux Théodore et ses hommes s'abstiennent de telles choses, de sorte que – ce qui doit servir à votre louange et à votre récompense – puissent fleurir dans les régions qui vous sont confiées la justice avec la liberté. »

— Grégoire, I, 59 (juillet 591)
En 596, l'administration du tribun Anastase (Anastasius) se révéla si populaire que les Corses envoyèrent des émissaires à Carthage, menés par le comte Ruferius, pour demander la réintégration du tribun au même poste :

« Ils affirment que le tribun Anastase, que votre Excellence avait muté là-bas, a bien accompli son devoir, sans s'impliquer dans aucun dégât envers la province, et qu'ils sont toujours contrariés de son retrait. Par conséquent, votre Excellence doit décider de le muter là-bas à nouveau, et avec votre encouragement, l'informer que puisqu'il nous a déjà plu avec ses bonnes actions, il ne devrait pas être incité par la persuasion de qui que ce soit à mal se comporter, par peur de perdre sa réputation pour de si bonnes actions. [...] Par conséquent, nous demandons à votre Excellence que votre bonté, dont laquelle l'Afrique est témoin, soit aussi reconnue en Corse. »

— Grégoire, VII, 3 (octobre 596)
En 598, Gennadios aurait averti Grégoire que les Lombards allaient attaquer la Sardaigne, mais il prévoyait qu'il n'attaqueraient pas à Caralis, ou alors s'ils le faisaient, qu'il « tomberaient sur le danger qu'ils ont causé ». Ce serait aussi lui qui l'aurait informé de la progression des pourparlers de paix avec les Lombards à la suite de l'envoi par l'évêque de Rome d'un abbé au roi Agilulf.

### L'affaire de l'évêque Paul (591-598)
À en croire le patriarche romain Grégoire le Grand, malgré les lois édictées à Constantinople interdisant l'hérésie donatiste, ceux-ci s'agitaient en Afrique en toute impunité et faisaient preuve de plus en plus d'audace :

« Eh bien, à ce que nous avons appris, l'audace des donatiste s'est tellement développée dans ces régions [en Numidie], que non seulement ils chassent de leurs églises des prêtres de confession catholique grâce à une autorisation désastreuse, mais encore ils ne craignent pas de rebaptiser ceux que l'eau de la régénération avait purifiés avec une vraie profession de foi. »

— Grégoire le Grand, volume IV, épître 32 (Lettre au préfet du prétoire d'Afrique Pantaléon, juillet 594)
Grégoire le Grand se trompe sans doute quand il parle de « donatisme ». Certes, il y a des « rebaptêmes », mais il manque un autre élément fondamental qui caractérisait la présence donatiste par le passé : le dédoublement des évêques. En effet, l'Église africaine semble au contraire unie. L'historien Robert Austin Markus a proposé l'hypothèse selon laquelle les chrétiens orthodoxes et les donatistes durent faire front commun contre l'arianisme imposé par les Vandales, ce qui à terme aurait causé la fusion des deux clergés. Le clergé au temps de Grégoire devait donc se penser orthodoxe, mais gardait certaines pratiques datant de l'époque du donatisme. Les différends entre les Églises peuvent être compris par les échanges épistolaires qui se sont faits entre les Africains Saint Augustin d'Hippone, Saint Aurèle de Carthage (évêque de Carthage) et Saint Cyprien de Carthage d'une part et le patriarche de Rome Innocent Ier d'autre part au sujet du pélagianisme au IVe siècle. Dans ces échanges, on voit une différence théologique entre Carthage et Rome. Les Africains soutiennent que l'Église est comme un système d'irrigation dans lequel Carthage et Rome s'abreuvent dans des ruisseaux différents, mais qui émanent tous deux du puis du Seigneur. Innocent Ier rétorque qu'au contraire, tous les ruisseaux proviennent de la même source romaine et tous maintiennent la pureté de leur eau. On peut comprendre qu'en fait, les Africains sont attachés à un christianisme dont l'identité demeure profondément africaine, et relativement autonome par rapport à Rome. Parmi ces particularités, on peut citer le fait pour un évêque de siéger à la campagne et non en ville. Les agents romains sont donc perçus comme des fauteurs de trouble.
L'un des évêques à être victime des « donatistes » est Paul, qui avait son épiscopat quelque part en Numidie. Il était semble-t-il particulièrement zélé dans la foi officielle, si bien qu'il fut chassé de son diocèse. Paul voulut se rendre à Rome, puis se plaignit au patriarche Grégoire au moins que ses adversaires empêchaient son départ en bateau. En 591, Grégoire fit alors savoir à Gennadios qu'il se tramait quelque chose d'irrégulier en Numidie, que les « donatistes » s'activaient et que « Si des membres du concile de Numidie désirent venir au Siège apostolique, permettez-le et opposez-vous à quiconque voudrait faire obstacle à leur voyage ». Il est possible qu'il s'agisse déjà du cas de Paul, bien qu'il ne soit nommé qu'à partir de 594.
En 593, rien n'était réglé. Le concile de Numidie prit des décisions jugées contraires « à la ligne de nos pères et aux règles canoniques » (comme des mesures de tolérance face au « donatisme » ?). Plusieurs ecclésiastiques se seraient plaints. Grégoire exhortait donc Gennadios d'en faire plus pour endiguer le donatisme.
En 594, Paul n'a toujours pas été capable d'aller à Rome. C'est pour cela que Grégoire intercéda en sa faveur en demandant à l'exarque Gennadios (dans une lettre perdue), au préfet du prétoire Pantaléon et aux évêques numides Victor et Columbus de le lui envoyer, afin que personne n'ait de prétexte pour pouvoir empêcher son voyage. Grégoire demanda au plus vite aux évêques numides d'organiser un concile provincial pour agir plus fermement contre le donatisme. Grégoire reprochera à Gennadios à mots couverts de ne pas avoir fait assez pour aider Paul, lui qui a pourtant eu deux ans pour réagir.
L'histoire ne s'arrêta pas là. Les « donatistes » furent si influents qu'ils parvinrent au cours d'un concile de Numidie tenu durant l'été 596 à faire excommunier Paul, qui dut fuir. Par ailleurs, ce n'est pas le primat d'Afrique Adeodatus qui l'apprit à Grégoire mais bien Gennadios, par l'entremise de son chancelier, ce qui était fort étrange puisque c'était une affaire interne à l'Église. Ce chancelier était accompagné de trois témoins incriminant Paul, ce qui suggère que Gennadios aussi lui était hostile. 
Le procès en excommunication débuta à Rome, mais Grégoire ne fut pas impressionné par la qualité des témoins de l'accusation. De son côté, Paul demandait à aller régler cette affaire à Constantinople directement auprès de l'Empereur Maurice, accompagné de deux témoins. Grégoire n'ayant rien à objecter à propos de la conduite de l'évêque Paul, et parce qu'un juge séculier s'intéressait à la cause, il l'autorisa à partir. Cela allait donc à l'échelon le plus élevé de l'État puisque maintenant l'Empereur Maurice était impliqué. Grégoire en profita pour lui demander de réprimer plus fermement les « donatistes ».
Sans doute vers 597,  Paul était maintenant à Constantinople. L'Empereur Maurice ne trancha pas la question, et demanda au concile de Numidie de faire un nouveau jugement. Paul rentra donc en Numidie au début de 598, en faisant escale à Rome afin que Grégoire lui donne quelques lettres à transmettre. Nous ignorons comment se sont terminées les mésaventures de Paul.

### Fin de carrière (598)
En 598, la réputation militaire de Gennadios était si grande que l'hypostratège (ύποστράτηγος) d'origine suève Droctulf insistait pour servir sous ses ordres : 

« Le porteur de cette lettre, Droctulf [Droctulfus], est venu de l'ennemi à la République, inspiré par la bonté de votre réputation, qui s'étend au loin, et il s'est hâté de servir votre Excellence avec le plus grand désir. Et puisqu'il a demandé lui-même à être recommandé à vous dans notre lettre, nous vous saluons avec une affection paternelle et demandons que votre Excellence daigne l'engager, tout comme Dieu inspirera votre cœur et cela semblera avantageux. Puisse-t-il être en mesure de faire l'expérience de ce qu'il a entendu à votre sujet, alors même qu'il vivait parmi l'ennemi, et puisse la récompense de votre Excellence pour l'avoir encouragé s'ajoute à vos autres récompenses sous les yeux de Dieu tout-puissant. »

— Grégoire le Grand, livre IX, épître 9 (septembre-octobre 598).
Grégoire présente un peu mal le passé de Droctulf. C'est un Suève qui a été capturé et élevé par les Lombards, chez lesquels il devint dux. Il déserta chez les Romains, apparemment pour se venger de sa captivité. Il s'est battu contre les Lombards, et par la suite, pendant la trêve avec eux, a servi en Thrace contre les Avars en 587 en tant qu'hypostratège (ύποστράτηγος).
Quelque part entre septembre/octobre 598 et juillet 600, Gennadios prit sa retraite ou bien mourut. Il n'est pas aisé de savoir qui lui a succédé : un Théodore a été exarque quelque part d'après des sceaux retrouvés, et un Théodore était magister militum d'Afrique en octobre 598. Quoi qu'il en soit, on sait que quelques années plus tard, le prochain exarque d'Afrique sera Héraclius l'Ancien.
On ignore quand et comment Gennadios est mort, mais il se pourrait qu'il ait été victime d'une épidémie qui sévissait en Afrique en août 599, rapportée par les lettres de Grégoire.